# Maní (Casanare)
Maní es uno de los 19 municipios del departamento de Casanare en la región de la Orinoquia de Colombia. Es considerado la capital turística del Departamento. Dista de la capital departamental Yopal 81 km y de Bogotá 440 km. Tiene una extensión total de 3860 km².

## Toponimia
Su nombre hace memoria del célebre jefe nativo cacique Maní. Maní proviene de un vocablo indígena de los Tutul Xiu tribu procedentes de los Mayas de Centroamérica y significa “está hecho”.

## Ubicación
Maní es un municipio ubicado en la sabana del llano casanareño, que se dedica principalmente a la ganadería extensiva, el cultivo de arroz y palma africana que se encuentra en auge en esta zona del país, como también a la industria petrolera en menor escala. Fue erigido al margen izquierdo del río Cusiana. Se encuentra al suroccidente del departamento y limita por el norte con Yopal y Aguazul, por el oriente con Orocué, por el occidente con Aguazul y Tauramena y por el sur con el departamento del Meta.

## División Político-Administrativa
Además de su Cabecera municipal. Maní tiene bajo su jurisdicción los siguientes Centros poblados:
- Chavinave
- Gaviotas
- Guafalpintado
- Santa Helena de Cúsiva

#### Veredas
- Santa Maria, La Guinea, La Llanerita, Las Islas, Guama, El Limonal, La Poyata, Campanero, Guafal Pintado, Macuco, El Amparo, Belgrado, Mundo Nuevo, Paso Real de Guariamena, Guariamena Corea, Bebea, La Porfia, La Consigna, La Mapora, La Armenia, Guayanas, Mararabe, Matepiña, Fronteras, Coralia, El Viso, San Joaquín de Garibay, El Progreso, El Socorro.

## Historia

### San Luis de Gonzaga de Casimena
Fundado por sacerdotes Jesuitas en 1685, sus últimos pobladores le dieron el nombre de “San Luís de Gonzaga de Casimena" del cual hoy se conocen unas viejas paredes con el nombre de “Ruinas de Pueblo Viejo”. 
San Luis de Gonzaga estaba ubicado cerca a lo que hoy es el corregimiento Santa Helena de Cúsiva, caserío fundado en 1879 gracias al auge del comercio por el río Meta. Llegó a ser un municipio de Boyacá en el año de 1890, conformado por los caseríos de Guafal Pintado, Chavinave y Maní, y en 1905 pasó a ser Corregimiento. Fue destruido completamente durante la época de la violencia (1948 a 1953) y luego fue reconstruido [cita requerida]. Es el único corregimiento del municipio de Maní, cuenta actualmente con unos 11 000 habitantes [cita requerida].

### Maní, cabecera municipal
Fundado en 1879 por descendientes del asentamiento de San Luís de Gonzaga de Casimena, es erigido cabecera municipal el 16 de mayo de 1905 [cita requerida]. A partir de 1936 empieza a figurar como municipio en el Archivo Departamental de Boyacá [cita requerida]. Debido a la época de la violencia fue quemado en diciembre de 1950. Hacia finales de 1953 es reconstruido por sus habitantes [cita requerida].

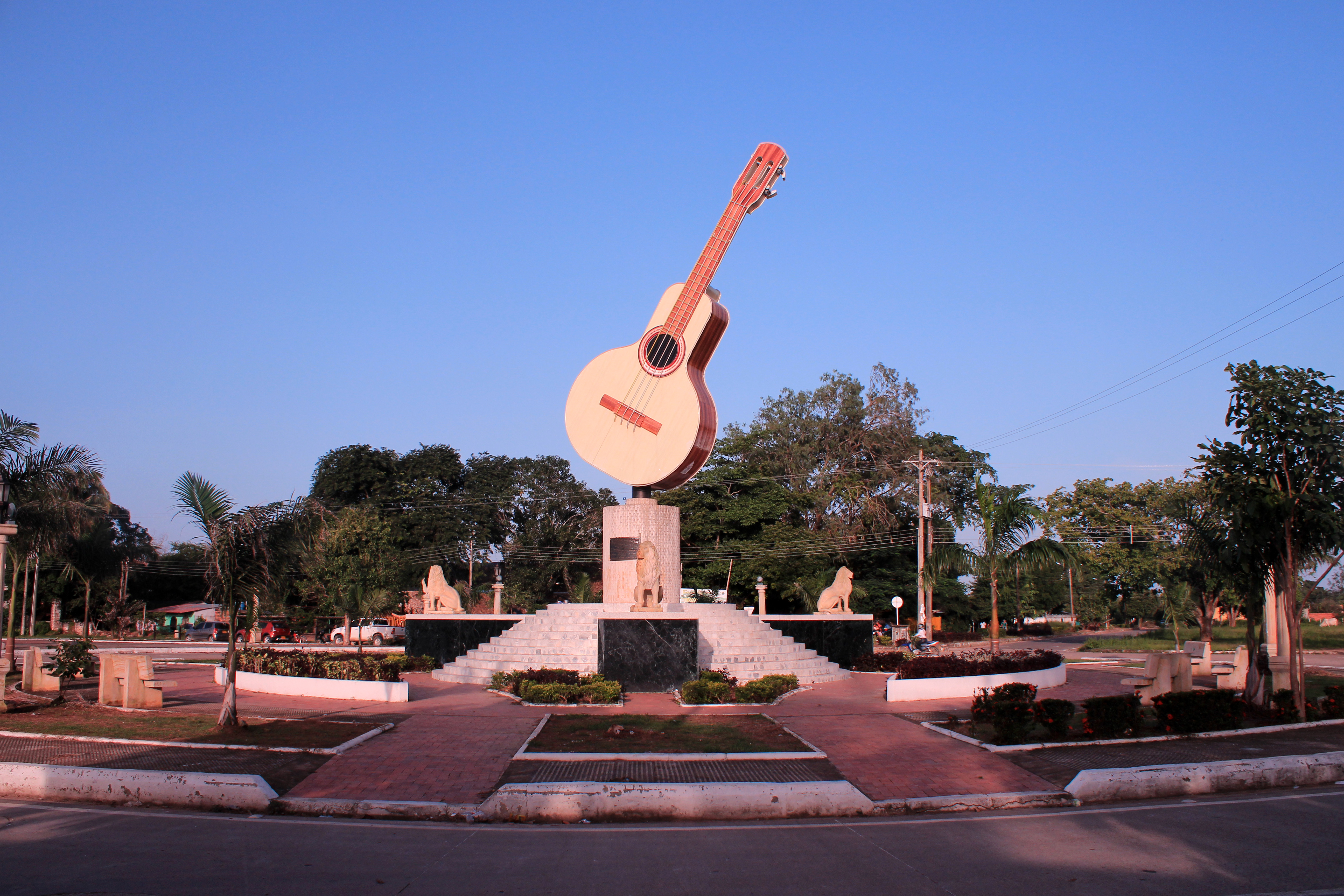
Monumento en honor a la variedad musical. Maní, Casanare.

## Servicios públicos
El servicio es prestado por la empresa de servicios municipal (EAAAM)
Alcantarillado
Tiene una cobertura del 99% en la zona urbana y en la rural no se presta el servicio
Acueducto
Tiene una cobertura del 95% en la zona urbana y un 30% en la rural
Aseo
Tiene una cobertura del 99% en la zona urbana y en la rural no se presta el servicio
Energía eléctrica y gas natural
El servicio es prestado por la empresa Enerca
Energía eléctrica: Tiene Una cobertura del 100% en la zona urbana y un 52% en la rural
Gas natural: Tiene una cobertura del 99% en la zona urbana y un 45% en la rural

## Infraestructura vial
Vías aéreas

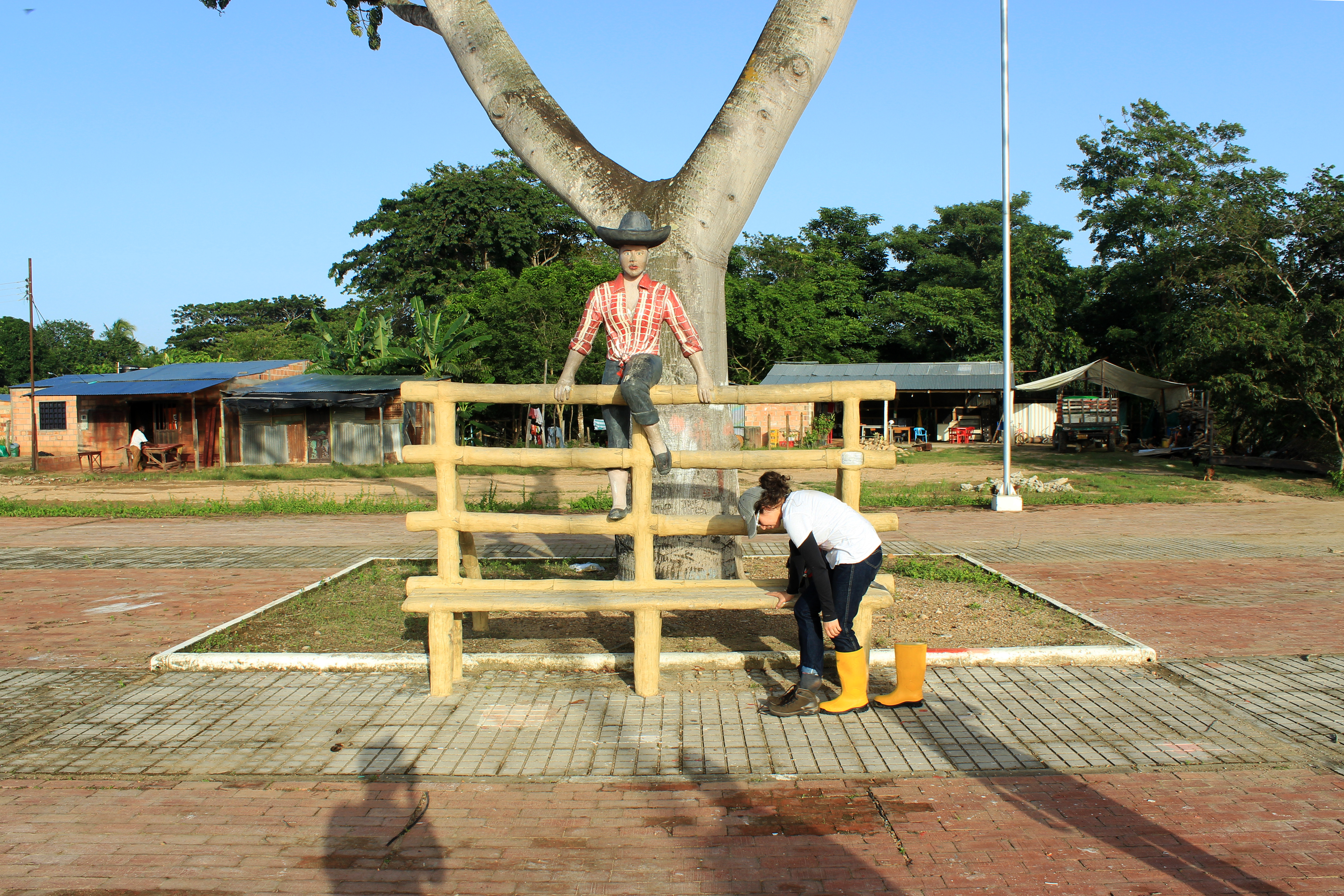
Monumento en honor a las llaneras casanareñas.

Existió el transporte aéreo de carga y pasajeros. Ahora solo despegan avionetas particulares en forma ocasional, el aeropuerto el Alcaravan en el Municipio de Yopal es la vía aérea de primera mano, donde comercialmente se puede llegar al municipio de Maní. 
Vías terrestres
FLOTA SUGAMUXI: Presta sus servicios desde 1960. COOPERATIVA FLOTA NORTE: Desde 1968 se vinculó a Maní. Primero prestaba el servicio solo de pasajeros, hoy en día con el moderno servicio de los Libertadores transportan carga y encomiendas. TRANSPORTE INTERVEREDAL: El municipio cuenta con el servicio que presta la flota sugamuxi a la vereda Santa Helena y demás veredas cercanas a esta. También se hace con servicio particular especialmente en época de verano. Cooperativa de Transportes de Aguazul y Cooperativa de Transportes de Maní: Prestan el servicio de transporte con taxis desde Aguazul continuamente.
Vías fluviales
Gran parte de los ríos Cusiana, Charte, Unete y algunos caños son navegables. Este transporte se hace utilizando canoas (Curiaras), chalanas, y voladoras.

## Sitios turísticos
- El malecón turístico
- Puente el canoero
- Parroquia san Roque
- Parque central
- Balneario campestre Samaria

## Festividades
- "Festival Internacional Pedro Florez De La Bandola Llanera", en enero
- Feria Equina Grado C,en mayo
- Verano Fest, en enero